# 北村一郎 (歯科医)
北村 一郎（きたむら いちろう、1884年（明治17年）1月12日 - 1968年（昭和43年）9月18日）は、日本の大正・昭和期における歯科医。名古屋大学教授・愛知県歯科医師会長。長崎県出身。

## 生涯
誕生
1884年（明治17年）、本籍は父親の郷里である長崎県で幼少時も長崎で暮らすが、検事であった父の勤務先東京で生まれた。1911年（明治44年）第三高等学校を経て東京帝国大学医科大学を卒業する。
東京帝国大学医科大学歯学科教室
卒業後「ただ歯科をやりたかった」と言う理由で当時唯一の官制歯科学教室であった石原久の教室に入局した。しかし、「歯科医学専門学校は内容を整備して着々と国家的に其存在の根を固め、帝国大学に歯科医学科の無きに係らず歯科医学士の称号を獲得し、其学会は漸次形式内容を整えて学会に加えんとするに至った。…大学を出て四〜五年も研究に臨床に没頭せざれば練達した歯科専門医たり得ぬとすれば専門医は皆学位保有者と同格ではないか…、口腔衛生の普及は急務であり益々多数の歯科医を要する大学出の医師のみをして一期半期の経歴で歯科専門医たらしめんとする企てが果たして現実的可能事であるか、専門医の数の問題、質の問題、其生活と料金の問題、一人当りの診療可能数が比較的少なき事…繊細狭小なる治療野に対しては余程熟練していないと其處置に徹底を缺き易き事、斯くの如き事柄は皆専門教育の独立を肯定する事柄ではないか…」と帝国大学歯科学教室における帝大出身医師以外は医局員と認めず、技術力ある歯科専門学校出身歯科医との身分差などに対し疑問を感じるに至り、1916年（大正5年）12月臨床歯科に徹するために辞表を提出するが医科大学長青山胤通等の理解をなかなか得られず、漸く翌1917年（大正6年）2月24日に辞意が認められた。
愛知医学専門学校（現名古屋大学医学部）
東京帝国大学医科大学歯科学教室退任後、日本歯科医学専門学校の中原市五郎より歯科病理学専任教授として招聘したいとの申し出があったが、北村自身が本格的研究生活を望んでいないことと、学校が校長の私有物同様であることに不安を覚え辞退するに及んだ。その様な中で、県立愛知医学専門学校附属医院では1917年（大正6年）4月より歯科の診療を開始する準備を進めていたことから、山崎正董学校長、八田善之進教授等ほぼ全科の教授より勧誘を受け同年4月1日より北村は歯科学教室主任に就任した。翌1918年（大正7年）、北村は教授に昇格した。1920年（大正9年）愛知医科専門学校は愛知医科大学となり大学予科が新設され、北村の歯科学教室は大学令に基づく一教室となった。
石原教授への退職勧告
私立歯科学校や自身の歯科学教室の実績を踏まえ、同年10月北村は、東京帝国大学医科大学歯科学教室OBである安澤要、宮原虎、長尾優、久木田五郎、加来素六、田中貫一、金森虎男、桧垣麟三と連名で同教室主任教授である石原久に対して辞職勧告状を出状した。出状前に当時医科大学学長だった佐藤三吉を北村等は自宅に訪問し、「もし、先生［佐藤］が、この情けない歯科学教室の現状を善処して下さるなら、この勧告状は差し出さない」と迫ったが、佐藤はただ「困った、困った」と言うばかりだったと言う。勧告状を出状したが、石原は1927年（昭和2年）1月に東京帝国大学医学部を定年退職しており勧告自体は不発に終わった。
留学・講師へ降格
1923年（大正12年）11月25日乗船しヨーロッパへ留学した。パリ・ロンドン・ベルリン外の歯科大学や病院を視察し、1925年（大正14年）帰国した。1930年（昭和5年）県立愛知医科大学は官立に移管し「名古屋医科大学」となる。これに伴い官制上歯科学講座・教室は廃止され附属病院の歯科部となり、北村は講師の扱いとなった。講師への降格から大学への出勤は隔日となり、また実弟北村二郎が教室廃止に伴い大学を退職したことから弟と共に名古屋市中区矢場町（現栄3丁目）にて歯科医院を開業した。近代歯科学研究実践の場として廃止前教室に入局した者はおよそ300人と隆盛を極めたが、弟北村二郎同様に大学生活に見切りをつけた医局員が多数いた。なお、大学は1939年（昭和14年）、総合大学創設から名古屋医科大學は名古屋帝国大学医学部となり、終戦後の1947年（昭和22年）名古屋大学医学部となった。その間北村は、講師として大学に勤務しつつ1942年（昭和17年）愛知県歯科医師会長に就任した（1947年（昭和22年）辞任）。1954年（昭和29年）名古屋大学にも63歳定年制が敷かれたが、既に北村は70歳となっていたが特に1年間の定年猶予が与えられ、1955年（昭和30年）3月21日漸く教授職に復した後退任した。
退職後
退職後も変わらず大学に通い、医局の長椅子の同じ場所に座り、またある時は部長室の日当たりのよい椅子で休む日がしばらく続いた。また、多様な趣味を持ち、中でも山野草を愛し自宅に野草園を作り楽しんでいた。1968年（昭和43年）9月18日長年慣れ親しんだ名古屋大学医学部付属病院において逝去した。

## エピソード
- 名古屋市が鶴舞公園を建設する際、市は設計を北村に相談し、その後工事関係者はほとんどが北村が推薦紹介した人間で占められていた。当時の雑誌によれば「北村氏は趣味人であり、理想家である。その知識の間口の広さは驚くばかりで思想問題でござれ美術、造園、設計果ては園芸関係の表裏に至るまで知らざるは無しである。故に人称して「北村さんは多能すぎる所に瑕疵がある」とまで言っている」と紹介された[7]。

- 北村兄弟の医院にはセザンヌの「風景画」・ゴッホの「庭」から日本人画家の絵まで、50〜60号の大作から6号の小作品、油絵からエッチングまで様々な絵画が所狭しと飾られていた。医院は北村兄弟二人の外に歯科医師が二人、技工士二人に数名の看護婦がおり、全員給与制であった[8]。

## 論文・著作
- 「矯正學」（北村一郎述 日本齒科醫學專門學校出版部）
- 「愛知県歯科医師会補習教育パンフレツト 歯髄の処置 北村一郎」（愛知県歯科医師会 1944年）
- 「歯界展望8(9)1951年5月 私の歯科学 北村一郎」（医歯薬出版）
- 「臨牀歯科(207)1954年12月 歯槽膿漏症に就いて 北村一郎」（臨牀歯科社）
- 「日本歯科評論(147)1955年1月 齲蝕と膿漏の話 北村一郎」（ヒョーロン パブリッシャーズ）

## 家族
- 弟 北村二郎　歯科医・日本歯科医学専門学校卒、兄と共に名古屋で歯科医院を開業する。